# Jerome Atkinson
Pour les articles homonymes, voir Atkinson.
Jerome Atkinson est un karatéka britannique surtout connu pour avoir remporté l'épreuve de kumite individuel masculin plus de 80 kilos aux championnats d'Europe de karaté 1982 et aux championnats du monde de karaté 1984.

## Résultats
| Résultat           | Date | Épreuve                   | Catégorie | Compétition                | Ville hôte               |
| ------------------ | ---- | ------------------------- | --------- | -------------------------- | ------------------------ |
| Médaille d'or      | 1982 | Kumite individuel + 80 kg | Seniors   | Championnats d'Europe 1982 | Göteborg, en Suède       |
| Médaille de bronze | 1982 | Kumite individuel open    | Seniors   | Championnats du monde 1982 | Taipei, à Taïwan         |
| Médaille de bronze | 1983 | Kumite individuel + 80 kg | Seniors   | Championnats d'Europe 1983 | Madrid, en Espagne       |
| Médaille d'or      | 1984 | Kumite individuel + 80 kg | Seniors   | Championnats du monde 1984 | Maastricht, aux Pays-Bas |